# Rummo
Rummo è un'azienda italiana del settore alimentare, fondata a Benevento nel 1846 e produttrice di pasta di semola di grano duro.

## Storia

### Gli inizi
L'azienda nasce nel 1846 a Benevento, quando il fondatore Antonio Rummo costruì il primo mulino per la macinazione del grano. Qui produceva pasta fresca con semola di grano duro proveniente dalla vicina Capitanata.
Nel 1860 i mulini di proprietà Rummo erano due e dislocati lungo i fiumi Calore e Sabato. Nel 1935 l'azienda si trasferisce in via dei Mulini, sempre a Benevento, e si trasforma in società per azioni.
Nel 1991 viene inaugurato il nuovo pastificio in contrada Ponte Valentino, attuale sede della società. L'attività del molino viene dismessa e l'azienda concentra la propria attività solo sulla produzione di pasta.
Nei primi anni 2000 l'azienda effettua una serie di investimenti per acquisire delle certificazioni di qualità internazionali, e per ridurre l'impatto ambientale dei propri processi produttivi e i consumi energetici. Nel 2010 l'azienda riceve da Legambiente il premio all'Innovazione Amica dell'Ambiente per aver ridotto del 30% le emissioni di CO2 grazie all'installazione di un moderno impianto di trigenerazione.

### L'espansione
Nel settembre del 2010 l'azienda acquisisce il pastificio Castiglioni, fondato a Magenta nel 1933. Dopo l'acquisizione, Rummo investe un milione di euro in nuove attrezzature nello stabilimento di Sozzago, in provincia di Novara, portando alla produzione di 30.000 tonnellate di pasta e un fatturato di 15 milioni di euro e chiudendo lo stabilimento magentino.
Nel gennaio 2011, insieme ad altre tre società italiane, l'azienda riceve dal presidente della repubblica Giorgio Napolitano il premio Leonardo Qualità Italia per l'innovazione di qualità nei prodotti, combinata con una forte proiezione internazionale, commerciale e produttiva.
Dal 2014 in joint-venture con il Pastificio Andriani, lo stabilimento di Sozzago della controllata Pastificio Castiglioni si è specializzato nella produzione di pasta per celiaci, sfruttando la localizzazione nella zona risicola in quanto il riso è una componente essenziale per le farine senza glutine, mentre la produzione della pasta di grano anche con il marchio Castiglioni viene concentrata a Benevento.

### L'alluvione
Il 14 ottobre 2015 la Rummo è stata duramente colpita dall'alluvione che ha devastato il Sannio. Ne è seguita una grande manifestazione di solidarietà sui social network, con vari personaggi famosi che l'hanno sostenuta, tra cui Fiorello, Magalli, Selvaggia Lucarelli e i The Jackal. Nell'aprile 2017 il tribunale di Benevento ha accettato la richiesta di concordato preventivo in continuità in modo da dilazionare il pagamento del debito in dieci anni. Nel dicembre 2018 arriva da Milano il via libera definitivo delle banche per il rilancio dell'azienda.

## Produzione
L'azienda esporta in 45 paesi dei 5 continenti il 35% del proprio fatturato. La capacità produttiva raggiunge le 140.000 tonnellate all'anno nei due stabilimenti.

## Riconoscimenti
- 2010 – Riceve da Legambiente il premio all'Innovazione Amica dell'Ambiente[2]
- 2011 – Riceve dal presidente della Repubblica Italiana Giorgio Napolitano il Premio Leonardo Qualità Italia[4]